# Коршунович, Сергей Григорьевич
Сергей Григорьевич Коршунович (20 октября 1912, Таборовка — 19 декабря 1964, Севастополь) — участник Великой Отечественной войны, Герой Советского Союза (дата указа от 05.11.1944).
В годы Великой Отечественной войны: командир 2-го дивизиона торпедных катеров, бригады торпедных катеров Северного флота, капитан 2-го ранга.

## Биография
Родился 20 октября 1912 года в селе Таборовка (ныне Вознесенский район, Николаевская область, Украина). Украинец.
Окончил неполную среднюю школу.
В Военно-Морском Флоте с 1930 года. В 1934 году окончил Военно-морское училище имени М. В. Фрунзе. Был командиром торпедного катера на Краснознамённом Балтийском и Северном флотах. После окончания Высших специальных курсов командного состава командовал звеном торпедных катеров на Северном флоте. Член ВКП(б)/КПСС с 1940 года.
Участник Великой Отечественной войны с 1941 года. 2-й дивизион торпедных катеров (бригада торпедных катеров Северного флота) под командованием капитана 2-го ранга С. Г. Коршуновича совершил 9 выходов на минные постановки, потопил 32 корабля противника.
В октябре 1944 года в операции по освобождению Заполярья С. Г. Коршунович руководил прорывом торпедных катеров на базу, расположенную в гавани Лиинахамари, и высадкой десантов морских пехотинцев, решивших успех боя за посёлок Петсамо (ныне посёлок городского типа Печенга Мурманской области). Прорываясь в гавань, группа катеров под командованием С. Г. Коршуновича выдержала ещё на подходе к Печенгскому заливу сильный преграждающий огонь вражеских батарей. Но умелые действия капитана 2-го ранга С. Г. Коршуновича обеспечили успешный прорыв. Приказав поставить отсекающие дымовые завесы, С. Г. Коршунович искусно использовал изменения в скорости хода и вывел все катера своей группы из простреливаемой зоны.
Указом Президиума Верховного Совета СССР от 5 ноября 1944 года «за успешное командование дивизионом и проявленное мужество и героизм в боях с немецко-фашистскими захватчиками», капитану 2-го ранга Коршуновичу Сергею Григорьевичу присвоено звание Героя Советского Союза с вручением ордена Ленина (№ 21656) и медали «Золотая Звезда» (№ 5060).
После войны продолжал службу в ВМФ СССР. В 1950 году окончил командный факультет Военно-морской академии имени К. Е. Ворошилова. С 1958 года капитан 1-го ранга С. Г. Коршунович — в запасе.
Жил в Севастополе. Умер 19 декабря 1964 года. Похоронен в Севастополе.

## Награды
- Медаль «Золотая Звезда» Героя Советского Союза (медаль № 5060);
- два Ордена Ленина;
- три Ордена Красного Знамени;
- 2 ордена Отечественной войны 1-й степени;
- орден Красной Звезды;
- медали.

## Память
- Мемориальная доска с именем Коршуновича Сергея Григорьевича установлена в городе Севастополь (улица Генерала Петрова, 1) на доме, где жил Герой[2].
- Имя Коршуновича С. Г. выгравировано на памятнике морякам-североморцам в Киеве, Украина. Во дворе школы № 95 (улица Щербакова, 61г). Памятник открыт в 1970 году[3].
- Имя Героя носит траулер.
- Его именем названа улица в городе Вознесенск.